# Plebejus meridionalis
Plebejus meridionalis är en fjärilsart som beskrevs av Tutt 1909. Plebejus meridionalis ingår i släktet Plebejus och familjen juvelvingar. Inga underarter finns listade i Catalogue of Life.